# アルバロ・フェルナンデス・ジョレンテ
アルバロ・フェルナンデス・ジョレンテ（Álvaro Fernández Llorente、1998年4月13日 - ）は、スペイン・アルネド出身のサッカー選手。セビージャFC所属。ポジションはゴールキーパー。

## クラブ経歴
CAオサスナの下部組織出身。2016年9月25日、オサスナの第1GK、第2GKが相次いで故障したため、この日のビジャレアルCFでの出番がフェルナンデスに回ってきた。第2GKは試合中での負傷だったので、途中交代でのトップチーム初出場となった。しかし、試合は1-3と敗北した。
2017年7月11日、リーグ・アンのASモナコに移籍した。トップチームでの出番はなく、主にリザーブチームでプレーした。2018年8月7日、エストレマドゥーラUDに1シーズンの契約でレンタル移籍。
2019年6月29日、SDウエスカに3年契約で移籍した。
2021年8月17日、ブレントフォードFCにレンタル移籍で加入することが発表され、契約には完全移籍するオプションが含まれている。開幕直後はダビド・ラヤの控えとしての立場だったが、ラヤの負傷離脱で第10節バーンリーFC戦で先発に抜擢され、加入後初出場を果たすと、その後はラヤの怪我が長引いたこともあって正GKに定着。しかしラヤ離脱前に比べ勝利が遠くなり、加えて敗戦が増えたこともあって、チームが冬にヨナス・レッスルを獲得すると、自身は控えに降格。その後にはラヤが復帰したため、自身はさらに序列が低下した。シーズン終了後にウエスカへ復帰。
2022年8月31日、RCDエスパニョールに1年間のローン移籍で加入した。